# Hypolycaena georgius
Hypolycaena georgius är en fjärilsart som beskrevs av Hans Fruhstorfer 1912. Hypolycaena georgius ingår i släktet Hypolycaena och familjen juvelvingar. Inga underarter finns listade i Catalogue of Life.